# Sainte-Eulalie (Lozère)
Sainte-Eulalie – miejscowość i gmina we Francji, w regionie Oksytania, w departamencie Lozère.
Według danych na rok 1990 gminę zamieszkiwało 60 osób, a gęstość zaludnienia wynosiła 3 osoby/km² (wśród 1545 gmin Langwedocji-Roussillon Sainte-Eulalie plasuje się na 841. miejscu pod względem liczby ludności, natomiast pod względem powierzchni na miejscu 379.).

## Populacja

Populacja Sainte-Eulalie w latach 1962–2008